# 梅蒂仙

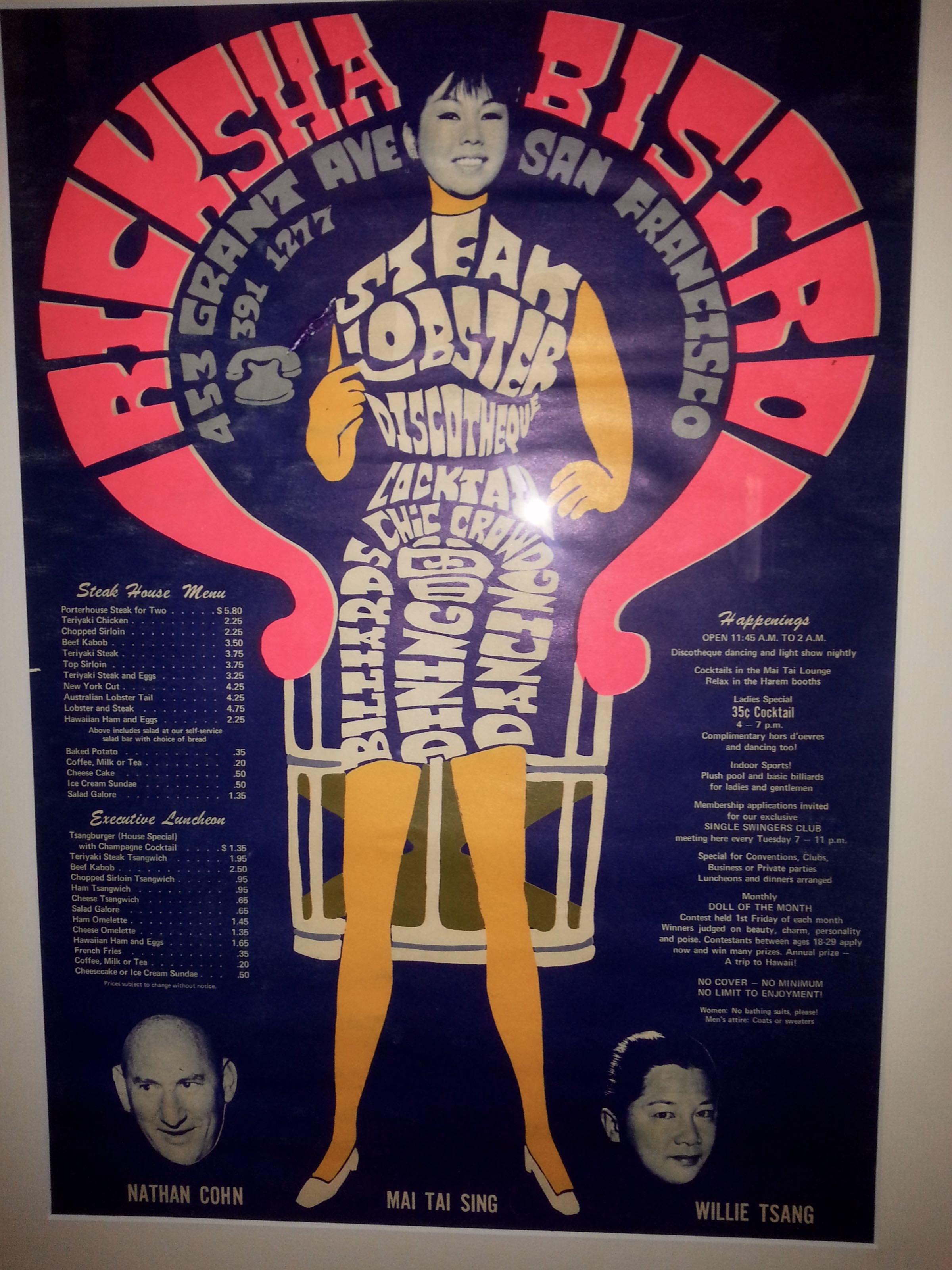
海报宣传，居中为梅蒂仙

梅蒂仙（也譯為「麥太成」，1923年12月22日—2018年7月11日）是一位美国华人演员。

## 生平
1923年出生于美国奥克兰 (加利福尼亚州)，在香港长大，1937年随父母返回加州，曾在旧金山唐人街的紫禁城夜总会做过女招待，也开始对表演感兴趣。1940年代成为合唱团成员，1942年与舞伴Wilbur Tai Sing结婚，一起在美国作巡回表演，两人有两个女儿。1956年搬至拉斯维加斯进行舞台表演，1959年在旧金山唐人街经营酒吧和美容院，60年代經常在電視和電影演出。1965年6月到香港拍攝荷里活電影《奇異畫像》,當時香港的報刊稱她為梅蒂仙。1976年搬去夏威夷居住，也经营一家酒吧。
2018年7月11日在夏威夷去世，享年94岁。

## 作品

### 电影
- 1953年《紫禁城》

### 电视剧
- 1961年《香港》